# Pesto

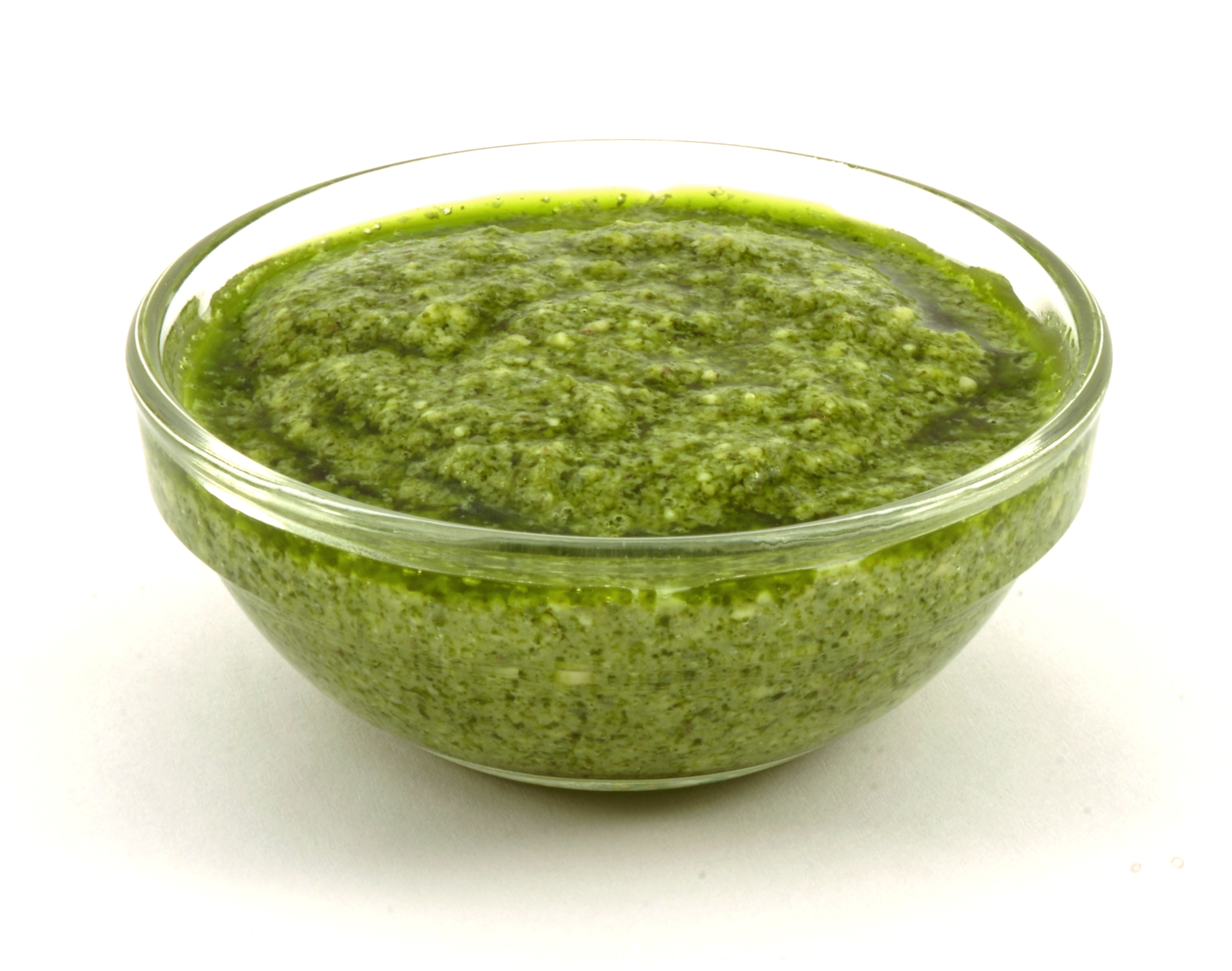
Pesto a la genovesa.

El pesto (se pronuncia en idioma ligur: /'pestu/) es un condimento o salsa típica originaria de la Liguria (Italia). Su ingrediente principal es la albahaca (Ocimum basilicum) o mejor, albahaca genovesa (en lengua ligur baxeicò [baʒeɪ'kɔ] o baxaicò [baʒaɪ'kɔ]). Además de la albahaca, se muelen piñones y ajo, todo ello aderezado con queso parmesano y/o queso de oveja (pecorino, dependiendo de las tradiciones locales), y aceite de oliva. La palabra «pesto» viene del genovés pestare, que significa machacar o moler en un mortero, que es la forma en que tradicionalmente se prepara esta salsa. «Pesto» es un término genérico para cualquier cosa que se haga machacando; por eso la palabra se usa para varios pestos en Italia. No obstante, el pesto alla genovese («pesto genovés») sigue siendo el pesto más popular en Italia y el resto del mundo.
Los pestos industriales que se venden en botes sustituyen la mayor parte del aceite de oliva por requesón y proteínas de leche. En el envase, además, se aconseja diluir la salsa en leche. El resultado suele ser una especie de bechamel líquida, ligeramente verde o de color salmón, que poco tiene que ver en sabor y textura con los pestos caseros.

## Ingredientes

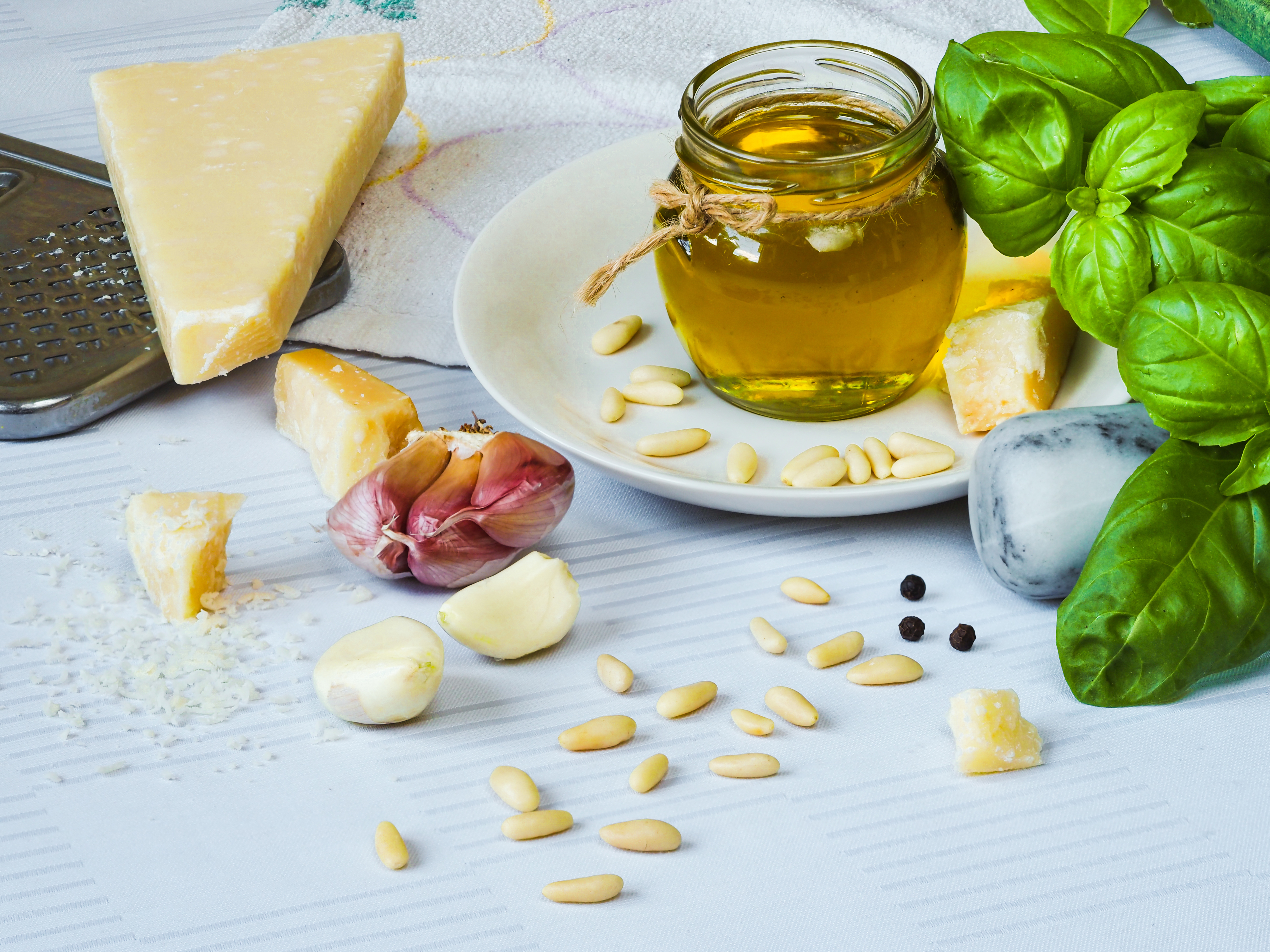
Ingredientes del pesto genovés: albahaca fresca, piñones, dientes de ajo, queso parmesano rallado, pimienta negra, aceite de oliva.

Según la tradición, los ingredientes del pesto genovés son siete:
- Hojas tiernas de albahaca (las más pequeñas) y perejil. El mejor pesto tradicionalmente se hace con albahaca de Pra', que es un sector de Génova. Este pesto actualmente tiene una denominación de origen protegida. Se estima que otras albahacas no son adecuadas porque tienen un ligero sabor a menta o simplemente porque su sabor es diferente.
- Aceite de oliva extra virgen ligur. El aceite de oliva de la Liguria es un producto muy delicado, de sabor que no es picante, y que no molesta en la garganta.
- Piñones (semillas comestibles de algunas especies de pino). Los más valorados son los provenientes de la zona de Pisa.
- Queso seco, del tipo Parmesano (Parmigiano-Reggiano) o Grana Padano (envejecido al menos por treinta meses).
- Queso pecorino (queso de leche de oveja) del tipo "Fiore Sardo".[5][6]
- Ajo de Vessalico (una localidad de la zona de Imperia), que se caracteriza por su sabor más suave.
- Sal marina gruesa.

## Orígenes

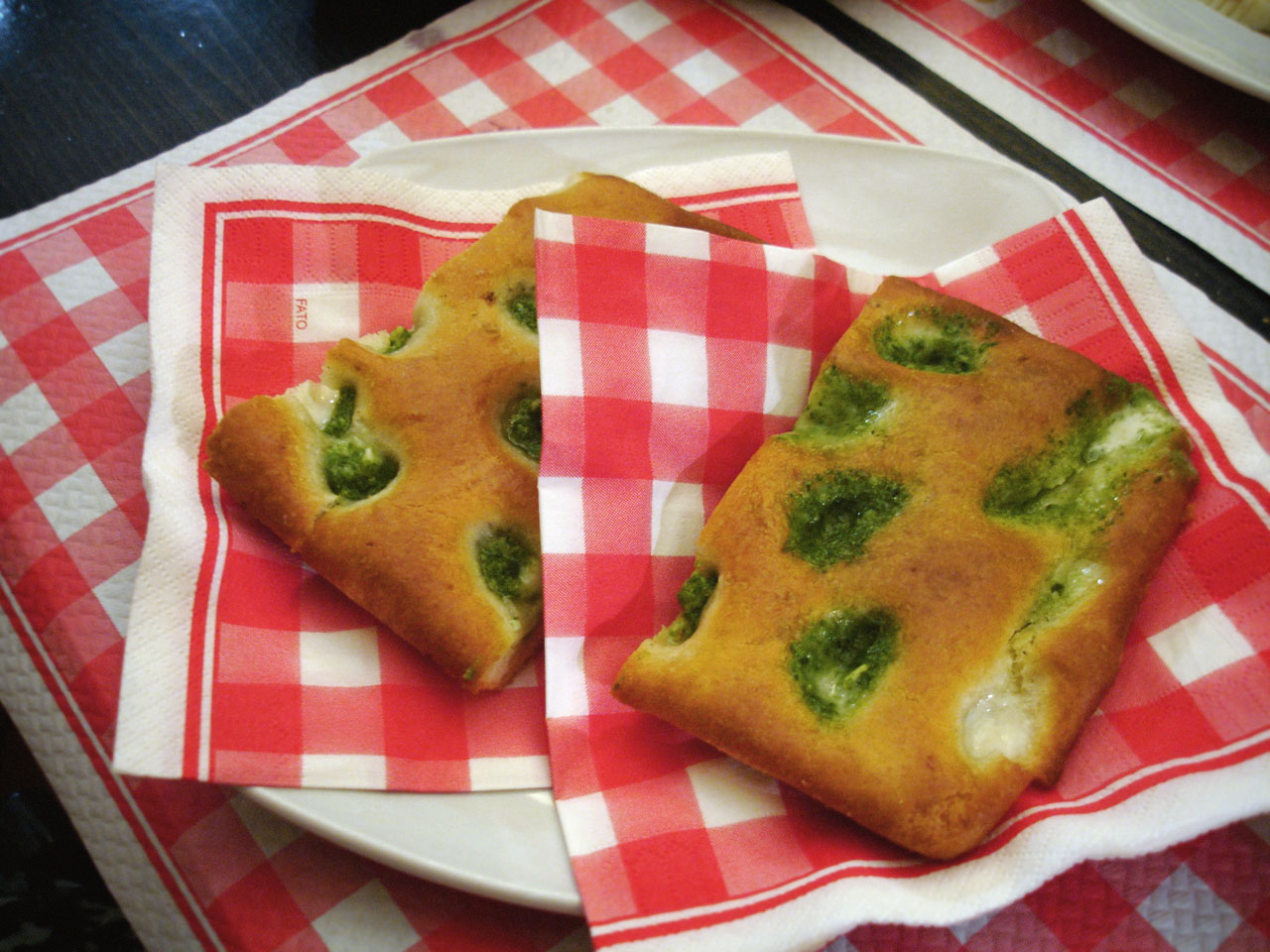
Focaccia con pesto.

En época romana, el primer ejemplo fue el moretum, descrito por Virgilio. La primera receta del pesto alla Genovese se remonta al siglo XIX, aunque ciertamente es deudora de salsas machacadas más antiguas, como la agliata (versión ligur de la clásica agliata), elaborada con ajo y nueces, muy extendida en Liguria durante la República de Génova, y el pistou francés.
En la mayor parte de La Spezia y Génova, se utilizaban restos de cortezas de queso porque eran más baratos, y se añadían patatas.

## Preparación

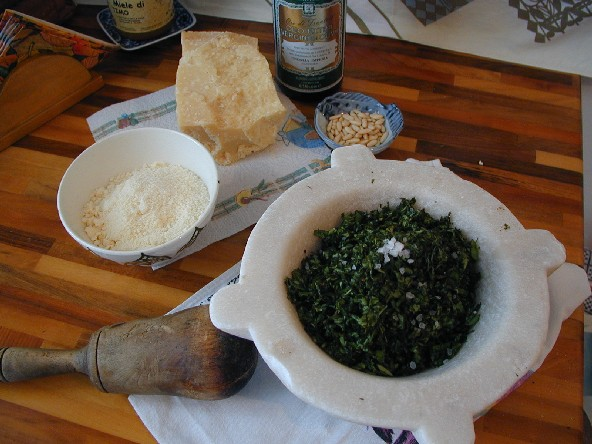
Preparación del pesto, machacado con un mazo de madera en el tradicional mortero de mármol.

El pesto que se encuentra habitualmente en el mercado se elabora con una batidora, mientras que los artesanos siguen utilizando el mortero. La batidora tiene el inconveniente de que oxida las hojas de albahaca y calienta la nata. Con ella, la receta consiste simplemente en mezclar los distintos ingredientes hasta obtener una consistencia fina y cremosa, con la única adición final del aceite. No obstante, es preferible mantener el orden de mezcla de la receta utilizando un mortero. Es posible que se produzcan variaciones debido a las diferentes proporciones de los ingredientes.
La receta con el mortero, en cambio, está codificada por la tradición; sin embargo, se presta a numerosas variaciones debidas al gusto personal. He aquí la versión más acreditada:
El mortero (utensilio) tradicional es de mármol, con el mazo de madera. Las hojas de albahaca se lavan y se dejan secar, teniendo cuidado de no aplastarlas para no romper las vesículas, que se ennegrecerían y alterarían el sabor.
Los dientes de ajo se machacan en un mortero (1 diente para unas 30 hojas de albahaca).
A continuación, se añaden las hojas de albahaca, intercaladas con modestas capas de sal, que, al ser gruesa, desempeña el papel abrasivo necesario para triturar eficazmente las hojas, que se machacan haciendo girar el mortero contra las paredes del mortero, coordinando los movimientos en un sentido del mortero con la rotación del mortero en sentido contrario agarrando sus características «orejas» con la mano libre.
Cuando la albahaca empiece a rezumar un líquido verde y tenga el aspecto de una crema uniforme, se añaden los piñones y, a continuación, los quesos previamente rallados (en las siguientes proporciones: 2/3 de parmesano y 1/3 de Fiore Sardo, aproximadamente, para no desequilibrar demasiado el sabor, ya que el Fiore tiene un sabor más fuerte), mezclándolo todo bien, siempre con movimientos giratorios del mortero y con la posible ayuda de una cuchara.
Por último, se añade gota a gota el aceite de oliva, que también desempeña una función antioxidante.
El proceso debe terminar lo antes posible, precisamente para evitar la oxidación de los ingredientes. El pesto debe aparecer como una crema espesa de color verde claro uniforme. Los distintos ingredientes deben mezclarse para conseguir un equilibrio en el sabor, sin predominancias.
Antes de utilizarlo como salsa para pasta, en función de la consistencia final obtenida, el pesto puede diluirse con el agua de cocción de la pasta hasta conseguir una consistencia más fina, que nunca debe ser demasiado líquida. Si se va a añadir al minestrone, no necesita este procedimiento final.

## Usos

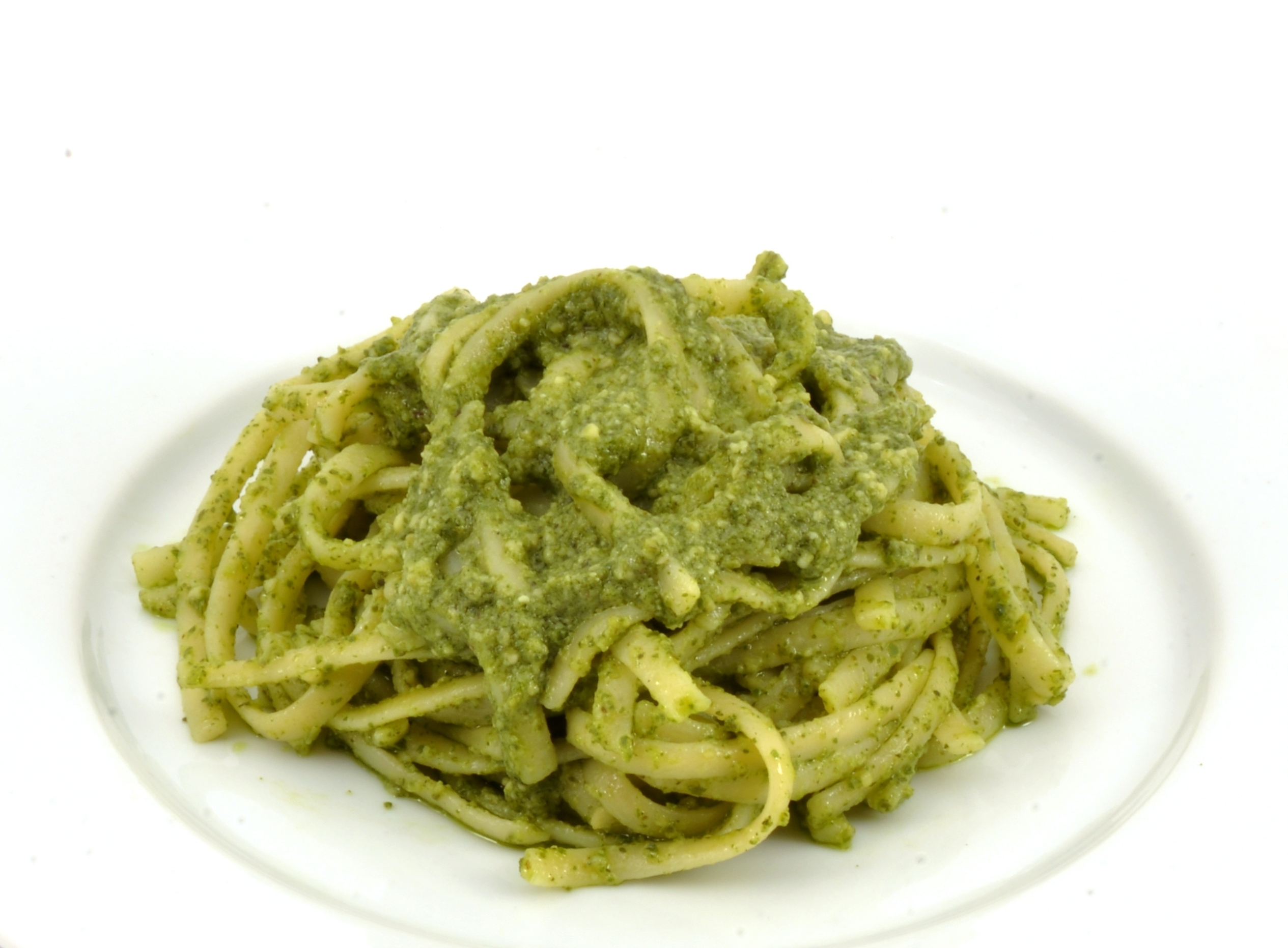
Trenette con pesto.

El pesto genovés se utiliza para condimentar primeros platos como ñoquis de patatas, minestrone alla Genovese y pastas como trofiette, bavette, linguine, trenette, corzetti, tagliatelle, tagliolini, lasaña.

## Variantes regionales

### Italia

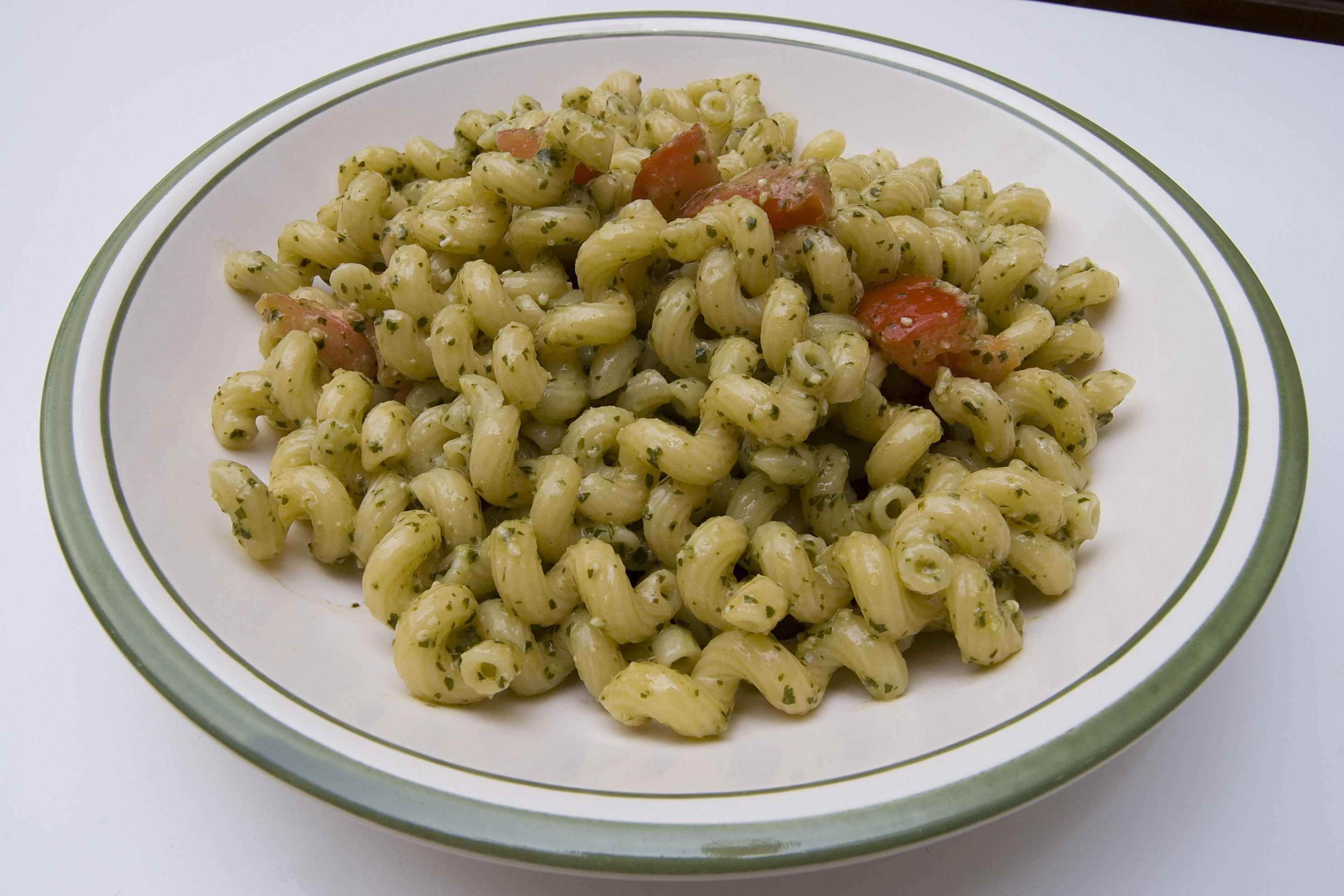
Pasta con pesto.

Una de las más conocidas variantes es el pesto rojo (pesto rosso) o siciliano, que se compone de tomates secos y pimientos, queso pecorino, sal y aceite de oliva. En el sur del país los pestos suelen llevar tomates. Por ejemplo, el pesto de Trápani se compone de aceite de oliva en gran cantidad, albahaca, tomates escaldados y pelados, almendras y ajo, todo picado y emulsionado en un mortero. Su aspecto recuerda algunas salsas catalanas como la romesco o la salvitxada, con las que la diferencia más evidente es que estas no llevan albahaca sino que están perfumadas con ñoras.

### Costa Rica
En la cocina costarricense el pesto ha evolucionado como un aderezo frecuente para las pastas y ensaladas. La receta tica se apega a la tradicional de Liguria, sólo sustituyendo los piñones por criollas almendras o marañones y al queso con leche de oveja por queso fresco nacional. Además, por la gran influencia siciliana es común el pesto rosso, conocido como pesto rojo o de tomate, que es elaborado por campesinos agricultores con tomates frescos o secos de cultivo criollo.

### Perú

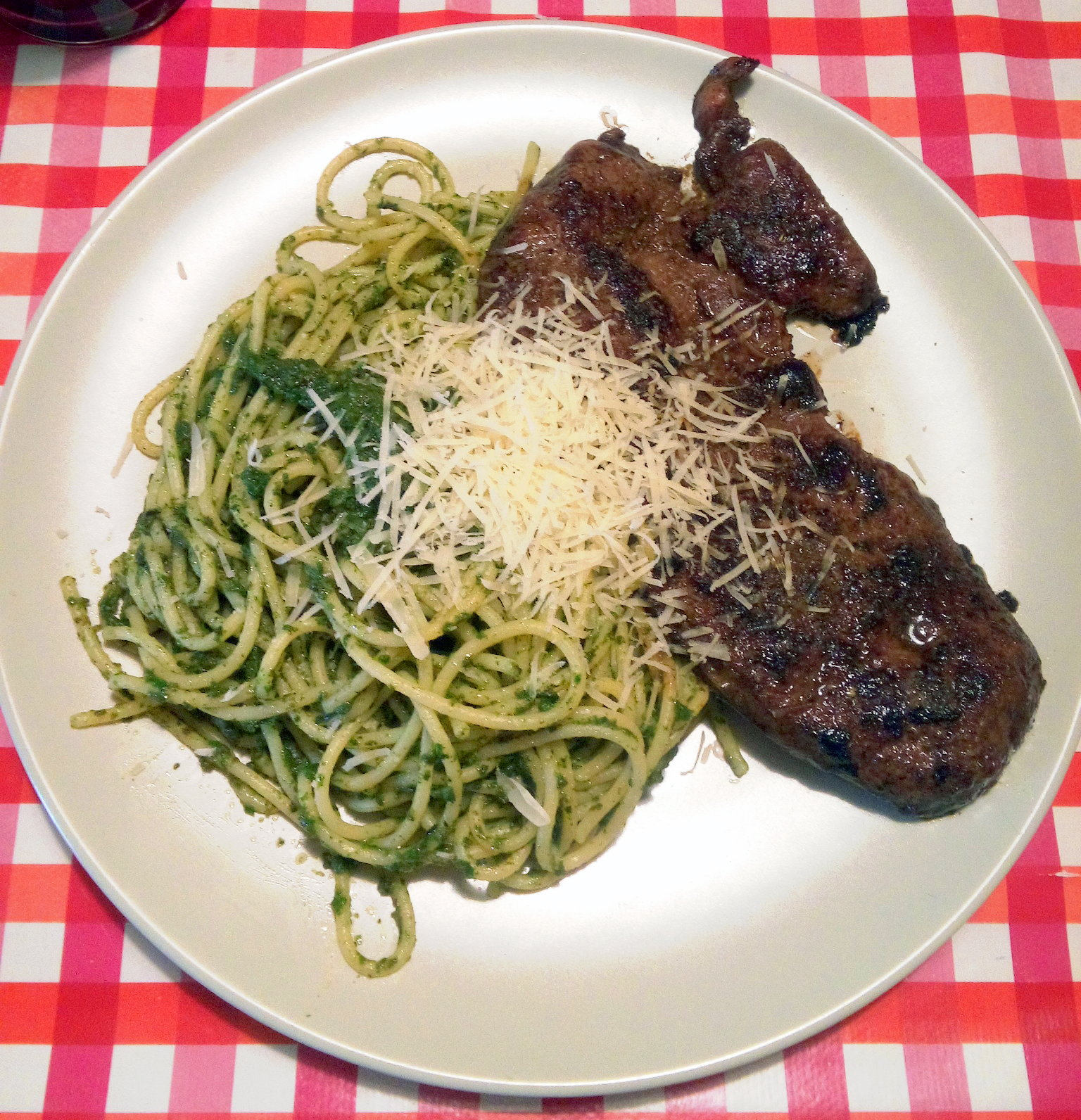
Tallarines verdes con bistec de hígado (Perú)

Dada la gran cantidad de inmigrantes italianos que llegaron al Perú, que se instalaron en el puerto del Callao, y que en su mayoría eran genoveses, existe una variedad de esta salsa que se sirve con tallarines. En Perú, el pesto verde típico de Génova se prepara más cremoso y carece de piñones (debido a su rareza y al alto costo), en su lugar se usan nueces o pecanas y dos tipos de quesos, el fresco típico del país, que principalmente viene de la sierra, y el parmesano, aceite de oliva y leche evaporada. Otros ingredientes menos costosos son la albahaca, espinaca y aceite vegetal. A veces se sirve con papas asadas, huevo y solomillo fritos.

### Francia
En Francia, particularmente en la región de Provenza, existe una preparación similar llamada pistou (del occitano "pistar", machacar). La diferencia principal es que se hace sin queso. Se suelen utilizar almendras o pan rallado para dar espesor a la salsa, y a veces piñones.

## Reconocimientos
El pesto alla Genovese (pesto a la genovesa) está incluido entre los Productos Alimenticios Tradicionales de Liguria (PAT) reconocidos por el Ministerio de Políticas Agrícolas, Alimentarias y Forestales de Italia.
La denominación «pesto Genovese» está sujeta a un pliego de condiciones elaborado por el Consorzio del Pesto Genovese.
A menudo, en los grandes puntos de distribución (especialmente fuera de Liguria) se encuentra pesto en el que se sustituye el aceite de oliva virgen extra por otros aceites de semillas, o se utiliza salsa de nueces en lugar de la original de pino o anacardo, ácido cítrico, perejil para dar color verde y judías verdes para añadir volumen u otros ingredientes que diluyen o alteran el sabor. Estos productos, aunque muy extendidos y apetecibles, también difieren considerablemente del sabor y las propiedades organolépticas del auténtico pesto genovés.
Las marcas de gran distribución venden también la versión «sin ajo», que, sin embargo, no se corresponde con el auténtico pesto genovés de la tradición.

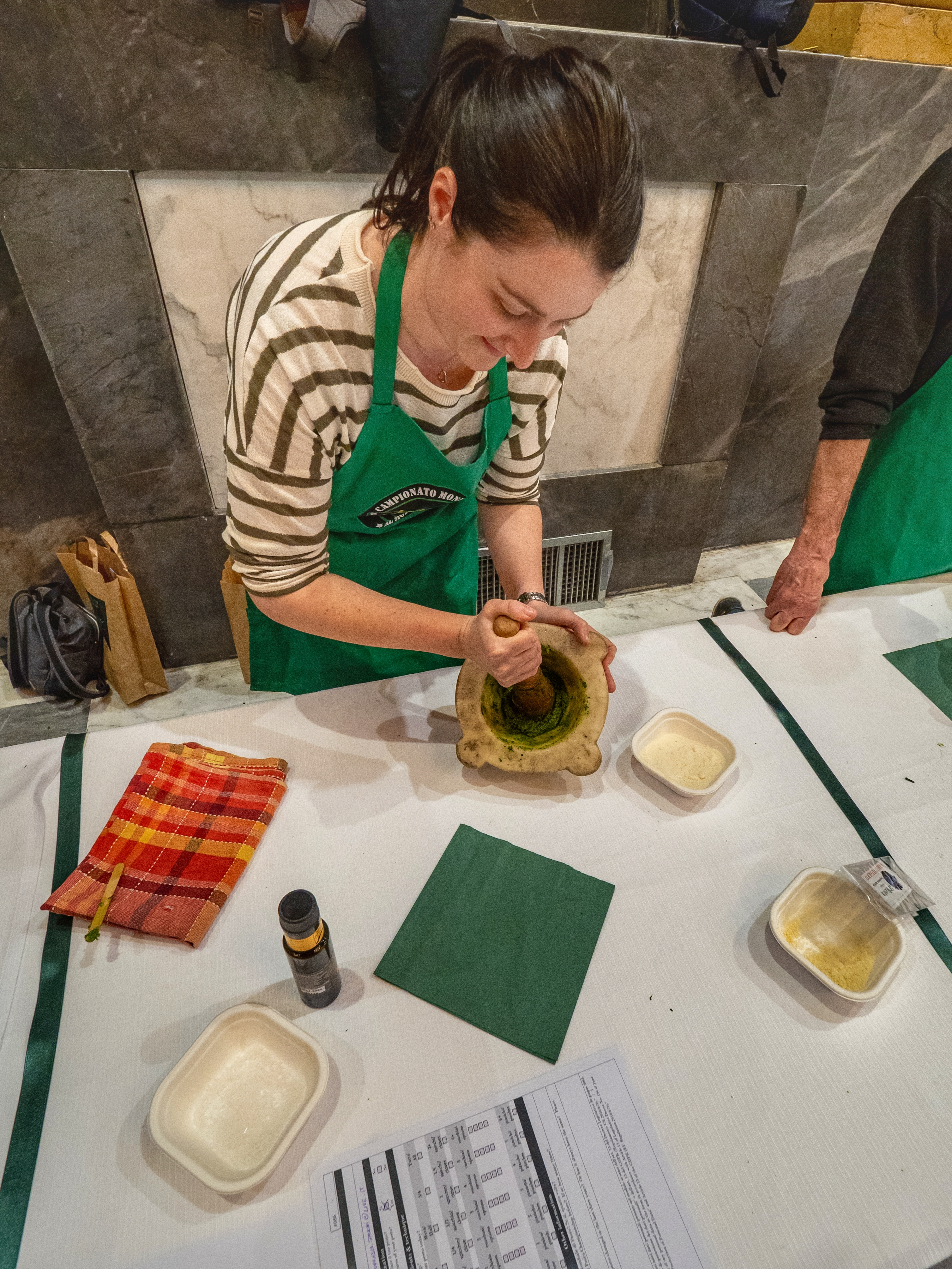
Una concursante en el campeonato mundial de pesto, en plena preparación (2024).

Desde el año 2007, el campeonato mundial de pesto al mortaio se celebra en Génova, cada dos años.

## Véase también

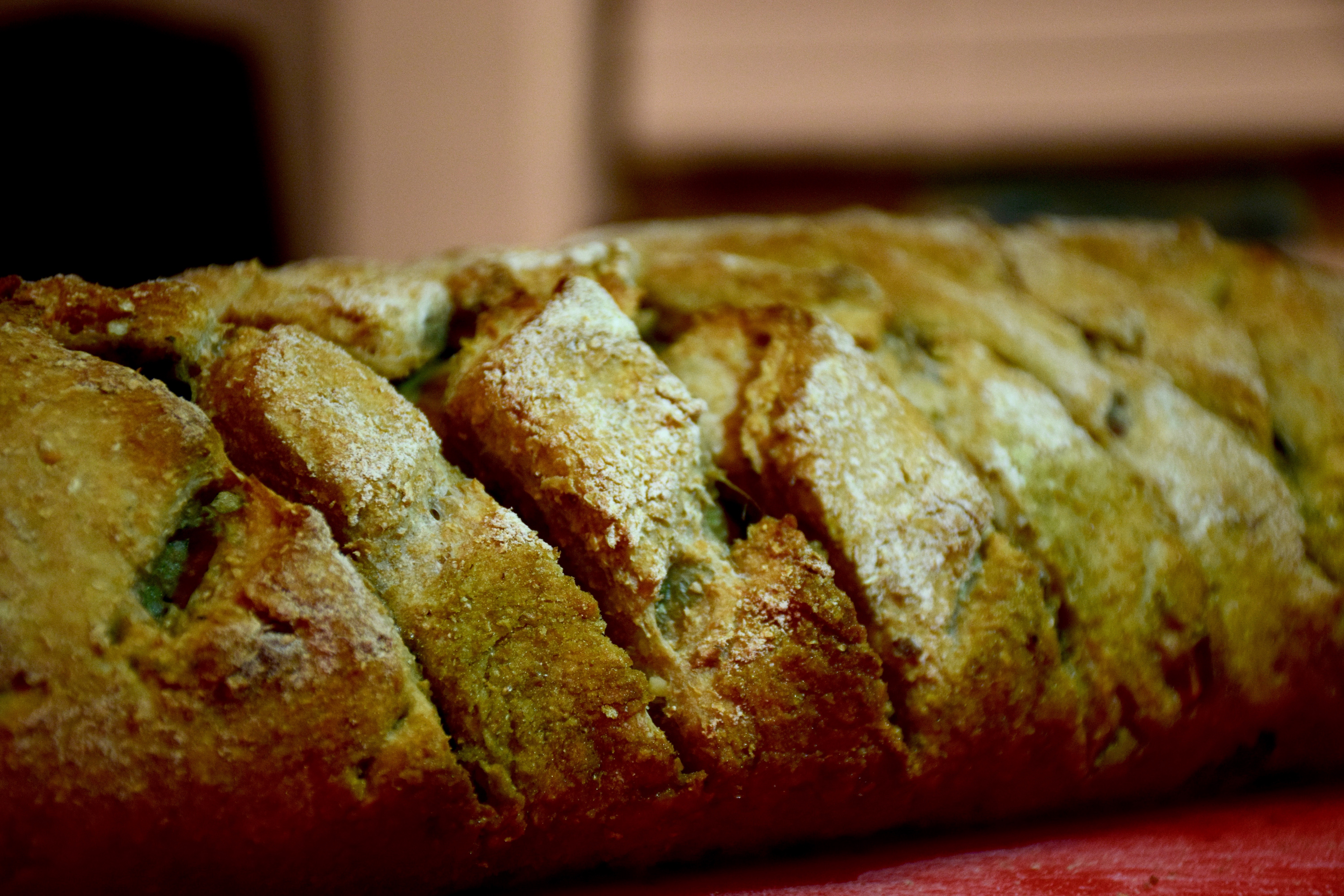
Pan al pesto.